# Skrövån
Skrövån är ett 20 kilometer långt vattendrag i Gällivare kommun, Norrbottens län. SMHI kallar vattendraget Tvärån.
Skrövåns huvudavrinningsområde är Kalixälven och har som delavrinningsområden ovan Arrojoki, Knöösinoja och Koutojoki. Vattendraget är drabbat av miljögifter och förändrat habitat.